# إميلي جوجو
إميلي جوجو (بالفرنسية: Amélie Goudjo) مواليد 19 أبريل 1980 في نانتوا، فرنسا، هي لاعبة كرة يد فرنسية. مثلت منتخب فرنسا لكرة اليد للسيدات. حققت المركز الثاني في بطولة العالم لكرة اليد للسيدات 2009.

## سجل المنافسة
شاركت في البطولات التالية:
- بطولة العالم لكرة اليد للسيدات 2011
- بطولة العالم لكرة اليد للسيدات 2013

## الميداليات
| الميدالية | المسابقة                            |
| --------- | ----------------------------------- |
| فضية      | بطولة العالم لكرة اليد للسيدات 2009 |
| فضية      | بطولة العالم لكرة اليد للسيدات 2011 |

## روابط خارجية
- إميلي جوجو على موقع الاتحاد الأوروبي لكرة اليد (الإنجليزية)